# De Cock en de zwarte weduwe
 De Cock en  de zwarte weduwe  is het vierëntachtigste deel van de Nederlandse detectiveserie De Cock. 

## Hoofdrolspelers
- Het recherchetrio Jurre de Cock, Dick Vledder en Appie Keizer
- Cor Huidekooper, privé-detective, voormalig agent bij bureau Warmoesstraat
- Evelien Huidekooper, weduwe van Cor, moeder van een zoon en een dochter en oma van 2 kleinkinderen
- Jacqueline Snijder, jonge weduwe van rond de 35, laatste vriendin van Cor
- Jappe Verwoerd, een aan lager wal geraakte journalist

## Plot
Jurre De Cock gaat naar een begrafenis op Zorgvlied van een  oud collega Cor Huidekooper. Hij is plotseling op straat in elkaar gezakt en overleden en laat een weduwe achter en twee kinderen. Echter voordat de weduwe desgevraagd de eerste aarde op de kist kon werpen, dook er uit het niets een jonge vrouw op. Ze liet een rode roos op de kist vallen en onder haar blauwe mantel leek ze duidelijk in verwachting.
Commissaris Buitendam weet niet wat hij met de zaak aan moet en geeft De Cock wisselende instructies. Zelfs hoofdcommissaris Elsink verwaardigt zich om De Cock bij hem in de auto te trekken en instructies te geven ver te blijven van operatie Spinnenweb.
De Cock heeft dan al het een en ander ontdekt. Cor werkte samen met een aan lager wal geraakte journalist Jappe Verwoerd, die twee keer publiceert over het overlijden van Cor. De vrouw van de roos wordt opgespoord en blijkt Jacky Snijders te heten. Met wat haren van Cor, die de Cock vindt bij de weduwe thuis in Landsmeer, krijgt hij via dokter Zeldenrust officieus de verzekering dat Cor langzaam werd vergiftigd. Vandaar zijn maagklachten de laatste weken van zijn leven.
Als Jappe dodelijk in zijn rug wordt geschoten met een politiekogel komt het onderzoek op scherp te staan. Corneel Buitendam en Jurre de Cock vinden het beter dat Dick Vledder het onderzoek gaat leiden naar de moord op Jappe. Gezocht wordt naar het dienstwapen van Cor en zijn telefoon. Als die bij Jacky thuis wordt ontdekt heeft ze een probleem. Ze moet zwanger en wel mee naar het bureau Warmoesstraat. Als ze moeilijk over haar toestand doet zegt De Cock er begrip voor te hebben. Een arts zal haar voor het verhoor onderzoeken. Hierop breekt Jacky, die niet zwanger blijkt te zijn. Ze bekent de journalist te hebben neergeschoten wegens zijn doeltreffende chantage. Haar moord op Cor blijft qua motief onduidelijk.
Thuis legt de Cock het nog eens allemaal uit voor zijn twee collega’s en zijn vrouw. Cor had uiteindelijk toch voor Evelien gekozen en dat werd hem fataal